# Fred Durst
William Frederick Durst (20 d'agost de 1970) és un cantant, actor, i director estatunidenc. És més conegut per ser el líder de la banda de rap rock Limp Bizkit, formada el 1994, amb qui ha publicat sis àlbums d'estudi. Va començar a guanyar diners tocant en diverses bandes de Jacksonville (Florida), segant gespa, i fent tatuatges.

## Filmografia
| Any  | Títol                | Paper                         | Notes                                             |
| ---- | -------------------- | ----------------------------- | ------------------------------------------------- |
| 2001 | Zoolander            | Ell mateix                    |                                                   |
| 2003 | Pauly Shore is Dead  | Ell mateix                    |                                                   |
| 2005 | Revelations          | Ogden                         | Minisèrie de TV                                   |
| 2005 | Sorry, Haters        | Evan Jealous                  |                                                   |
| 2006 | Population 436       | Ajudant del xèrif Bobby Caine |                                                   |
| 2008 | House M.D.           | Cambrer                       | Episodi: "House's Head" Episodi: "Wilson's Heart" |
| 2009 | Play Dead            | Ledge                         |                                                   |
| 2018 | Mostly 4 Millennials | DJ Durst                      | Personatge recurrent                              |

| Títol                          | Any  |
| ------------------------------ | ---- |
| The Education of Charlie Banks | 2007 |
| The Longshots                  | 2008 |
| EHarmony                       | 2014 |
| The Fanatic                    | 2019 |